# Euxoa munis
Euxoa munis är en fjärilsart som beskrevs av Augustus Radcliffe Grote 1879. Euxoa munis ingår i släktet Euxoa och familjen nattflyn. Inga underarter finns listade i Catalogue of Life.